# Spanische Kropftauben
Spanische Kropftauben sind eine Untergruppe der Kropftauben. Zu ihnen zählen Hängekropfrassen, Rassen mit normalem Blaswerk und Halbkröpfer mit kaum vorhandenem Blaswerk.

## Hängekropfrassen
Die Hängekropfrassen gelten als älteste iberische Kröpferrassen. Sie zeichnen sich durch eine waagerechte Körperhaltung und einen sackartig herabhängenden, birnenförmigen Kropf aus. Dieser ist nicht oder kaum durch die Taube aufblasbar. Alle Vertreter dieser Untergruppe stammen aus Spanien oder Portugal und wurden für den Diebes-, Fang- oder Locktaubensport verwendet, bei dem ledige Täuber im Freiflug fremde Täubinnen in ihren Schlag locken.
Zu ihnen zählen die „Golugueros“ mit langem Hängekropf, normalem Kopf und langem Schnabel. Die „Gorgueros“ haben einen mittellangen Hängekropf, verschieden stark ausgeprägte Nasen- und Unterschnabelwarzen und stark entwickelte Augenränder. Eine dritte Sektion bildet der Rafeno-Kröpfer (E/335) mit ebenfalls mittellangem Hängekropf und kurzem, den Mövchentauben ähnlichem Schnabel.
Murciano-Kröpfer, Cartagenera-Kröpfer, Colillano-Kröpfer (E/336) und Colguero-Kröpfer entsprechen dem ersten Rassetyp mit langem Hängekropf. Dem zweiten Rassetyp entspricht der Gorguero Kröpfer (E/339) mit extrem entwickelten Nasenwarzen, drei etwa erbsengroßen Unterschnabelwarzen, stark entwickelten Augenrändern und Perlaugen. Der Jiennense Kröpfer (E/340) gilt als direkter Nachfahre der Gorguero Kröpfer und ist auch als Alter Valenciakröpfer bekannt. Ein jüngerer Valenciakröpfer ist der Valenciano Kröpfer, niederl. Zuchtrichtung (NL/333). Der Laudino Sevillano Kröpfer (E/338) ging aus Valenciakröpfern spanischer Zuchtrichtung und Rafeno-Kröpfern hervor und besitzt extrem entwickelte Nasenwarzen, die denen des Carrier ähnlich sind. Granadino-Kröpfer (E/343) entstanden im frühen 20. Jahrhundert aus alten spanischen Warzentauben und Diebeskröpfern. Valencia-, Sevilla- und Granadakröpfer fliegen segelnd mit hängendem Kropf und mit V-förmig nach oben gestellten Flügeln. Canario Kröpfer (E/344) sind verzwergte Valenciakröpfer. Caballero-Kröpfer wirken wie langgestreckte Brieftauben mit mittellangem Hängekropf.

## Spanische Kropftauben mit normalem Blaswerk
Marchenero (E/334) und Gaditano Kröpfer (E/337) haben ein normales, den mitteleuropäischen Rassen ähnliches Blaswerk. Erstere lassen sich bis in das 15. Jahrhundert zurückführen, letztere sind relativ jungen Ursprungs. Regionale Varianten des Marchenero Kröpfers sind Antequerano-Kröpfer, Hermanlino-Kröpfer, Malaguena-Kröpfer und Velano-Kröpfer. Über den Verbleib des Franziskaner Kröpfers ist nichts mehr bekannt, der Cattagenero-Kröpfer wird vermutlich nur noch in Südamerika gezüchtet. Der Jerezano-Kröpfer, eine Kreuzung zwischen Marchenero- und Valenciakröpfern, wird in den USA erhalten. Jerezano-Kröpfer neuerer Zuchtrichtung, die aus der Einkreuzung von Norwich-Kröpfern entstanden, gibt es noch in Argentinien. Aus ihren spanischen Vettern ging der Gaditano-Kröpfer hervor.

## Spanische Halbkröpfer mit kaum vorhandenem Blaswerk
Auch die Halbkröpfer sind verhältnismäßig jung. Wegen ihres sehr hohen Boten- und Brieftaubenanteiles zeigen sie ihr etwas verstärktes Blaswerk nur noch während des Treibens. Mit ihnen wird seit etwa 60 Jahren ein in Vereinen organisierter Diebestaubensport betrieben. Hierbei wird eine Täubin mit einer weißen Gänsefeder am Schwanz markiert und zusammen mit einer großen Anzahl Täuber aufgelassen. Diese beginnen sofort um die Täubin zu werben und versuchen sie in ihren Schlag zu treiben. Der Täuber, dem dies gelingt, ist Champion.
Zu diesen Diebestauben zählt der Alicantino- oder Morrillero Kröpfer (E/341), deutsch Stiernacken, der während der Balz die Federn des Hinterhalses so stark sträubt, dass er an die Nackenpartie eines Stieres erinnert. Der Vorderkropf selbst bleibt aber ein dicker Hals. Der Moroncelo Kröpfer (E/342) entstand vor etwa 50 Jahren aus Kreuzungen des Morrillero Kröpfers mit blauen, weißschwingigen Stadttauben der Kleinstadt Morón de la Frontera. Der Laudinokröpfer war bis etwa 1950 eine in Spanien weit verbreitete Diebestaube mit rückgebildetem Hängekropf.
Aus diesem ging durch wiederholte Einkreuzungen von belgischen Brieftauben, wilden Felsentauben und Flugtipplern der Spanische Moderne Diebeskröpfer hervor. Äußerlich ist seine Verwandtschaft mit Kröpfern und Halbkröpfern jedoch nicht mehr ersichtlich, da er dem Wildtyp der Felsentaube sehr ähnlich sieht.

## Galerie

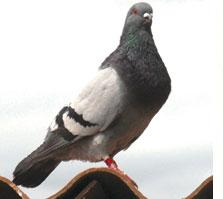
Balearischer Kröpfer, oder Mallorca Kröpfer
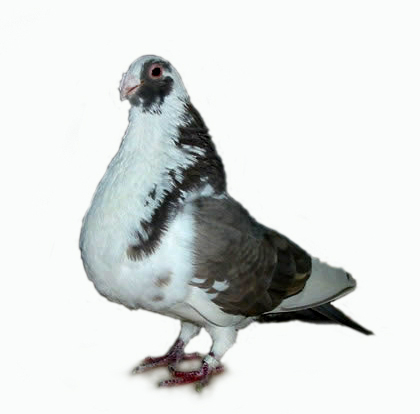
Granadino Kröpfer (E/343)
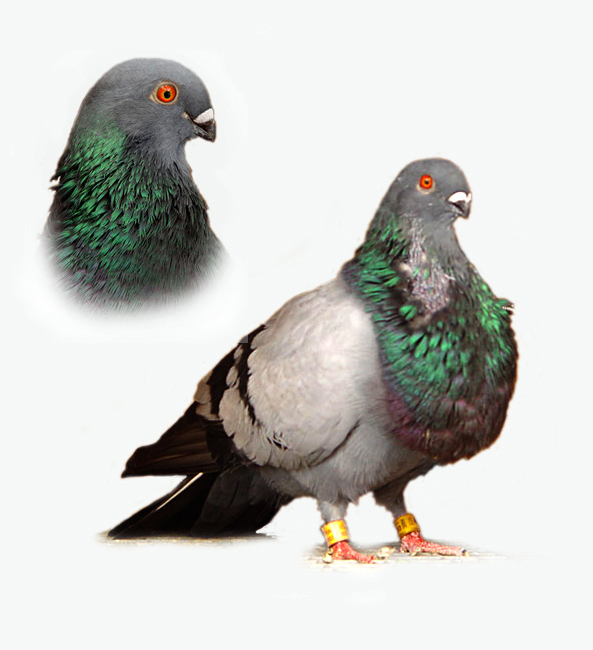
Canario Kröpfer (E/344)
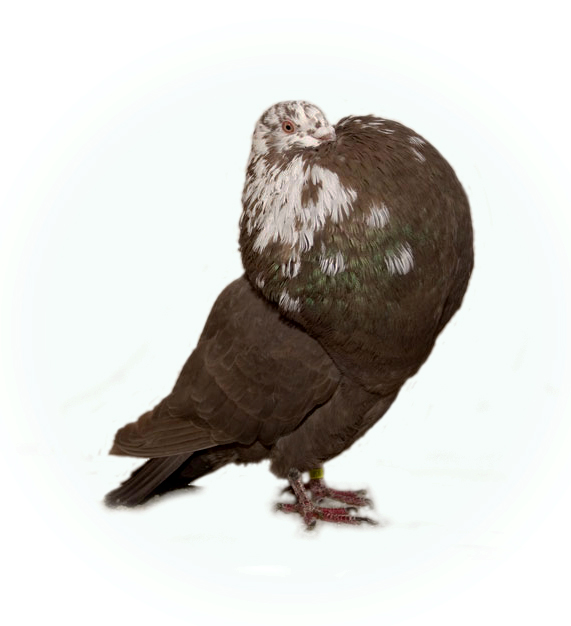
Gaditano Kröpfer (E/337)
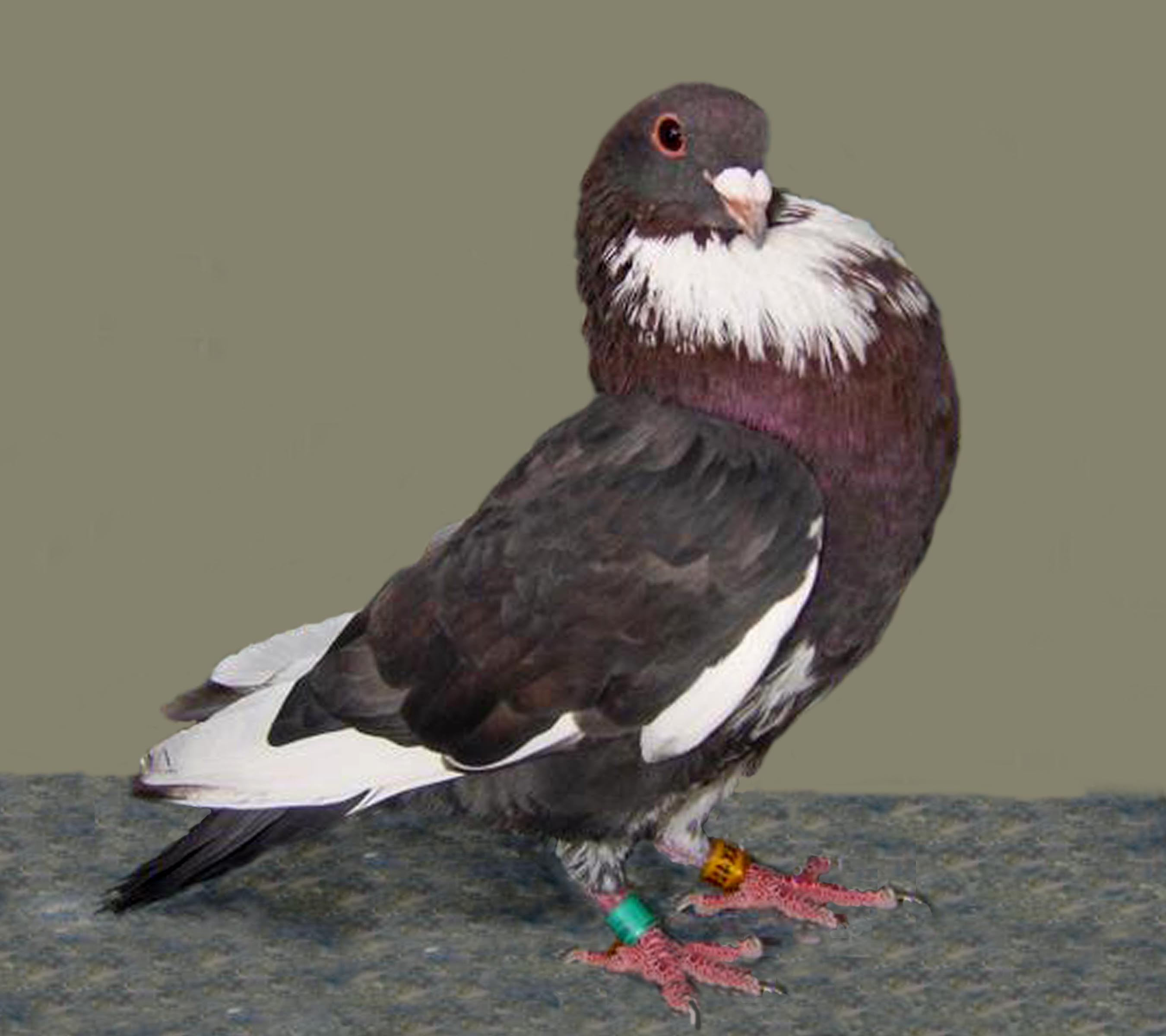
Moroncelo Kröpfer (E/342)
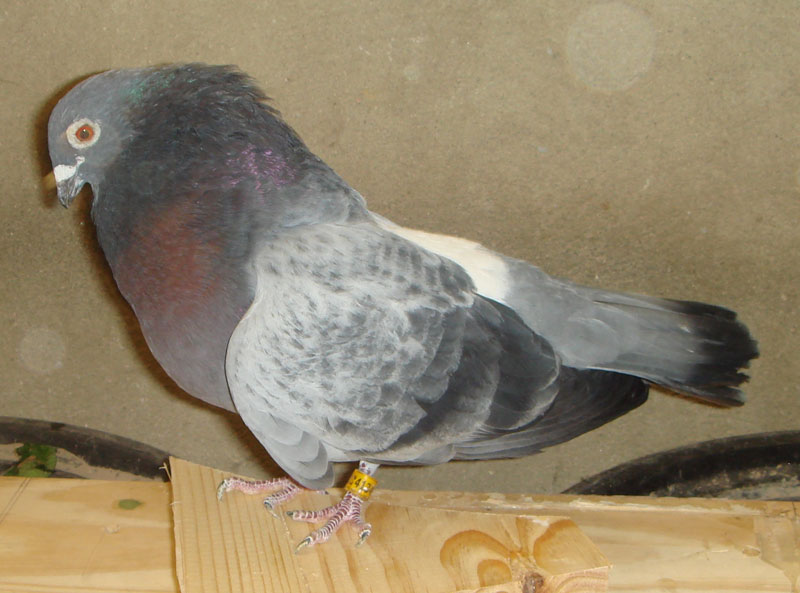
Morrillero Kröpfer (E/341), oder Alicantino Kröpfer